# Юсуф Саад Камель
Юсуф Саад Камель (араб. يوسف سعد كامل, англ. Yusuf Saad Kamel; до прийняття бахрейнського громадянства — Грегорі Кончеллах (англ. Gregory Konchellah); нар. 29 березня 1983) — бахрейнський (із 2003) легкоатлет кенійського походження, який спеціалізувався в бігу на середні дистанції.
Батько — Біллі Кончеллах (нар. 1962) — дворазовий чемпіон світу з бігу на 800 метрів (1987, 1991).

## Спортивні досягнення
Фіналіст (5-е місце) у бігу на 800 метрів на Олімпіаді-2008. Учасник Ігор-2004 у бігу на 800 метрів (не пройшов далі попереднього забігу).
Чемпіон світу з бігу на 1500 метрів (2009). Бронзовий призер чемпіонату світу в бігу на 800 метрів (2009).
Бронзовий призер чемпіонату світу в приміщенні з бігу на 800 метрів (2008).
Переможець Кубка світу у бігу на 800 метрів (2006).
Чемпіон Азійських ігор у бігу на 800 метрів (2006).
Чемпіон Азії в приміщенні (2008) та бронзовий призер чемпіонату Азії в приміщенні (2004) у бігу на 800 метрів.
Рекордсмен Азії у бігу на 800 та 1000 метрів. Рекордсмен Азії в приміщенні у бігу на 800 метрів.